# Чотири сторінки одного молодого життя
«Чотири сторінки одного молодого життя» — радянський чорно-білий художній фільм 1967 року, знятий на кіностудії «Ленфільм».

## Сюжет
Попрощавшись з матір'ю, молодий шофер Саша Агафонов їде з села в місто, на будівництво. Отримавши там кімнату, він необачно вступає в фіктивний шлюб, щоб допомогти дівчині отримати міську прописку. Але та незабаром вирішує вийти заміж за іншого, і добрий Саша без жалю залишає кімнату і їде в Узбекистан. Одного разу в поїзді він знайомиться з красивою, але розпещеною Поліною. Її приваблює романтика невлаштованого Сашиного побуту, його бродячий життя. Вона йде від чоловіка, але звичка до комфорту виявляється сильнішою, і Поліна повертається до колишнього життя.

## У ролях
- Борис Руднєв — Саша Агафонов
- Олександра Зав'ялова — Поліна
- Наталія Величко — Ліза
- Борис Сивицький — Віктор, шофер
- Михайло Аронбаєв — епізод
- Петро Горін — Петро Петрович Гусаров, чоловік Поліни, моряк
- Р. Дулєнкова — подруга Лізи
- Юрій Дубровін — Антон, колгоспник
- Пантелеймон Кримов — епізод
- Всеволод Кузнецов — начальник автобази Мурманська
- Володимир Ліппарт — колгоспник
- Любов Соколова — мати Сашка Агафонова
- Бруно Фрейндліх — вчений
- Людмила Ариніна — Таня, паспортистка
- Борис Аракелов — Литвинов, приятель і колега Сашка Агафонова
- В. Андрєєв — епізод
- Валерій Биченко — гість на весіллі
- Дамір Гіясов — епізод
- Алевтина Дьоміна — епізод
- Ігор Єфімов — гість на весіллі
- Степан Крилов — сусід і колега Сашка Агафонова
- Зінаїда Квятковська — епізод
- Анатолій Столбов — гість на весіллі
- Іван Селянин — бригадир на будівництві
- Станіслав Соколов — Слава. гість на весіллі, що приніс магнітофон
- Віталій Щенніков — Вася, чоловік Лізи
- Олег Хроменков — людина в костюмі на будівництві
- Сергій Дрейден — проводжаючий
- Олег Кононов — пасажир автобуса

## Знімальна група
- Режисер — Резо Есадзе
- Сценарист — Віра Панова
- Оператор — Ернст Яковлєв
- Композитор — Ісаак Шварц
- Художник — Олексій Рудяков